# كانات إسلام
كانات إسلام (مواليد 13 سبتمبر 1984) هو ملاكم كازاخستاني، مثّل بلاده في الألعاب الأولمبية الصيفية في دورتي 2004 و2008.

## روابط خارجية
كانات إسلام على موقع بوكس ريك (الإنجليزية) (registration required)
- كانات إسلام على موقع أوليمبيديا (الإنجليزية)
- كانات إسلام على موقع اللجنة الأولمبية الصينية (الإنجليزية)